# Zorzines plumula
Zorzines plumula là một loài bướm đêm trong họ Noctuidae.